# Mario Faraoni
Mario Faraoni (Cremona, 16 luglio 1914 – Pinerolo, 8 aprile 1989) è stato un pittore e scultore italiano.

## Biografia

### Formazione artistica
Mario Faraoni nacque il 16 luglio 1914 a Cremona. Da giovanissimo si dedicò alla scultura sotto la guida di Bazzaro a Milano e di Bistolfi a Torino. Dopo aver lavorato come marmista nell'azienda di famiglia decise di occuparsi definitivamente di pittura.
L'artista fu un autodidatta che nonostante non provenisse da un ambiente accademico, nell'arco della sua carriera riuscì a farsi spazio fra grandi nomi del panorama piemontese: lavorò infatti con Teonesto Deabate, Francesco Menzio, Massimo Quaglino, Domenico Valinotti.

### Maturità
Dal 1948 al 1974 espose, su invito, alle collettive organizzate dalla Promotrice delle Belle Arti di Torino e dal 1964 anche al Piemonte Artistico Culturale. Molte le sue personali in Italia, a Milano, a Bologna, a Cremona e naturalmente a Torino, dove tra le altre allestì due personali al Circolo degli Artisti e una al Piemonte Artistico Culturale.
Nel 1963 partecipò, su invito della Cervino s.p.a., all'illustrazione pittorica del Cervino insieme a grandi maestri di varia tendenza, di 15 nazioni diverse; fra gli artisti presenti: Dalí, Fautrier, Hartung, Menzio, Cassinari, Tabusso, Omiccioli, Calandri, Paulucci, Mus. Faraoni è presente nella pubblicazione Il Cervino e la sua tavolozza.
Partecipa a molti raduni pittorici, come il Cappone d'Oro a Morozzo, la Ciliegia d'Oro a Pecetto.
Lo scrittore Ernesto Caballo dice di lui “Faraoni non accetta sempre la disciplina della civiltà che ci rende più furbi ma meno liberi e tanto meno si accompagna a coloro che vogliono dominare la pittura sottraendola ai pittori”. Mario Marchiando Pacchiola, curatore della collezione civica d'arte di palazzo Vittone a Pinerolo, afferma che le sue opere sono l'espressione di un pensiero meditato e riportato sulla tela senza nulla tralasciare al caso, Il critico Marziano Bernardi lo definisce un eccellente “ritrattista” del paesaggio. Luciano Pistoi nel 1955, scrive di lui “...un venticello sovvertitore, inquietante, spira tra i dipinti del giovane Faraoni..un venticello che nel regolato clima torinese può anche rivoltarsi improvvisamente in un tornado”. Walter Alberti lo definisce “un'artista che compie un'esperienza quotidiana alla ricerca di un riflesso luminoso, un volto, un atteggiamento umano che animano e muovono la sua pittura e conducono lo sguardo oltre la figurazione in una dimensione di riflessi psicologici” e descrive la sua opera come “intensa, onesta e vitale”. Artista dal carattere schivo non amava essere troppo in vista ed evitava la mondanità, negli ultimi anni della sua vita pur continuando la produzione artistica ha preferito rifugiarsi a Pinerolo, vicino ai paesaggi che tanto amava ritrarre.